# .sh
.sh (Santa Helena) é o código TLD (ccTLD) na Internet para a Santa Helena, Ascensão e Tristão da Cunha.